# Anaon

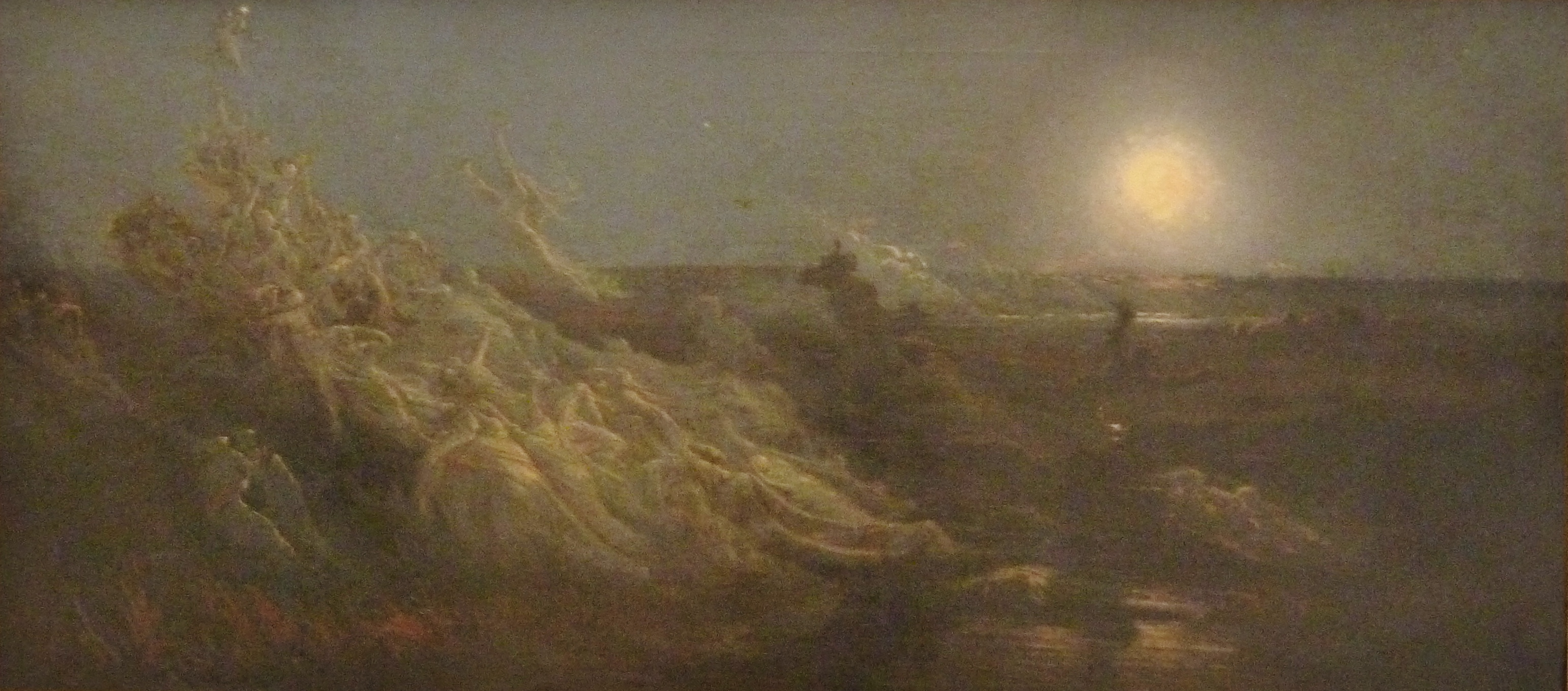
Les Vapeurs de la Nuit - Yan’ Dargent - Représentation des âmes des morts ou anaons

Anaon est un mot breton qui désigne l'ensemble des âmes des défunts et le lieu où elles se retrouvent. Il est à rapprocher du mot gallois Annwvyn ou Annwn qui désigne l'Autre Monde, le monde après la mort.

## Traditions et religion
Quand une personne décède, on l'évoque en disant « aet eo gant an Anaon » (litt. : « il est allé avec les Âmes »), il a rejoint l'Autre Monde. Quand on apprenait le décès d'une personne et que le décès ait eu lieu sur terre ou sur un bateau, on sonnait la cloche des trépassés, la Kloc'h an Anaon.
Le 2 novembre, lendemain de la Toussaint, on fête Gouel an Anaon, la fête des défunts.

## Culture populaire
Kanaouenn an Anaon est un chant du Barzaz Breiz titré en français : Le Chant des Trépassés.
Anatole Le Braz a consacré au Anaon le chapitre VI de son livre La Légende de la mort en Basse-Bretagne.

## Géographie
En breton, la baie des Trépassés s'appelle bae an Anaon ou bwe an Anaon, en raison notamment des courants qui ramèneraient les cadavres des noyés vers la côte, et serait un lieu où les anaon embarquent vers l'au-delà selon certaines légendes.